# Pontus Almqvist
Pontus Skule Erik Almqvist (Nyköping, 10 de julio de 1999) es un futbolista profesional sueco que juega de extremo en el Parma Calcio 1913 de la Serie A de Italia.

## Carrera
Después de asistir a las pruebas en Estocolmo, Almqvist se unió a Nike Football Academy antes de firmar un contrato profesional con Norrköping para la temporada 2017. El 23 de septiembre de 2017, hizo su debut con el Norrköping, jugando los últimos diez minutos en la derrota por 2-1 ante el Halmstads. Pasó parte del préstamo de la temporada 2017 en el IF Sylvia de la División 2, donde jugó tres partidos y anotó un gol. Se unió al Varbergs BoIS cedido al comienzo de la temporada 2018 y jugó cuatro veces antes de regresar a Norrköping en julio de 2018. Marcó sus dos primeros goles con Suecia U21 en septiembre de 2020
El 15 de octubre de 2020, Almqvist firmó un contrato de cinco años con el club Rostov de la Premier League rusa. El 7 de marzo de 2022, la FIFA introdujo un reglamento especial relacionado con la invasión rusa de Ucrania. Esas normas permiten a los jugadores extranjeros en Rusia suspender temporalmente de manera unilateral sus contratos con sus clubes rusos hasta el final de la temporada 2021-22 y unirse a clubes fuera de Rusia hasta esa fecha. El 17 de marzo de 2022, Almqvist utilizó la nueva regla para firmar con el FC Utrecht de los Países Bajos hasta el final de la temporada 2021-22. 
La FIFA amplió sus regulaciones para la temporada 2022-23, lo que permitió a Almqvist unirse al Pogoń Szczecin polaco en un período de préstamo de un año el 5 de julio de 2022.

## Estadísticas

### Clubes
Actualizado al último partido disputado el 22 de diciembre de 2024.
| Club                              | Div.          | Temporada     | Liga  | Liga  | Liga   | Copas nacionales | Copas nacionales | Copas nacionales | Copas internacionales | Copas internacionales | Copas internacionales | Total | Total | Total  |
| Club                              | Div.          | Temporada     | Part. | Goles | Asist. | Part.            | Goles            | Asist.           | Part.                 | Goles                 | Asist.                | Part. | Goles | Asist. |
| --------------------------------- | ------------- | ------------- | ----- | ----- | ------ | ---------------- | ---------------- | ---------------- | --------------------- | --------------------- | --------------------- | ----- | ----- | ------ |
| IFK Norrköping · Suecia           | 1.ª           | 2017          | 1     | 0     | 0      | 0                | 0                | 0                | —                     | —                     | —                     | 1     | 0     | 0      |
| IFK Norrköping · Suecia           | 1.ª           | 2018          | —     | —     | —      | 1                | 0                | 0                | —                     | —                     | —                     | 1     | 0     | 0      |
| Varbergs BoIS · Suecia            | 2.ª           | 2018          | 4     | 0     | 0      | —                | —                | —                | —                     | —                     | —                     | 4     | 0     | 0      |
| Varbergs BoIS · Suecia            | Total club    | Total club    | 4     | 0     | 0      | 0                | 0                | 0                | 0                     | 0                     | 0                     | 4     | 0     | 0      |
| Norrby IF · Suecia                | 2.ª           | 2018          | 14    | 1     | 0      | —                | —                | —                | —                     | —                     | —                     | 14    | 1     | 0      |
| Norrby IF · Suecia                | 2.ª           | 2019          | —     | —     | —      | 1                | 0                | 0                | —                     | —                     | —                     | 1     | 0     | 0      |
| Norrby IF · Suecia                | Total club    | Total club    | 14    | 1     | 0      | 1                | 0                | 0                | 0                     | 0                     | 0                     | 15    | 1     | 0      |
| IFK Norrköping · Suecia           | 1.ª           | 2019          | 7     | 0     | 0      | 1                | 0                | 0                | —                     | —                     | —                     | 8     | 0     | 0      |
| IF Sylvia · Suecia                | 3.ª           | 2019          | 6     | 2     | 0      | —                | —                | —                | —                     | —                     | —                     | 6     | 2     | 0      |
| IF Sylvia · Suecia                | Total club    | Total club    | 6     | 2     | 0      | 0                | 0                | 0                | 0                     | 0                     | 0                     | 6     | 2     | 0      |
| IFK Norrköping · Suecia           | 1.ª           | 2020          | 20    | 5     | 0      | 1                | 0                | 0                | —                     | —                     | —                     | 21    | 5     | 0      |
| IFK Norrköping · Suecia           | Total club    | Total club    | 28    | 5     | 0      | 3                | 0                | 0                | 0                     | 0                     | 0                     | 31    | 5     | 0      |
| F. C. Rostov · Rusia              | 1.ª           | 2020-21       | 19    | 1     | 1      | 1                | 0                | 0                | —                     | —                     | —                     | 20    | 1     | 1      |
| F. C. Rostov · Rusia              | 1.ª           | 2021-22       | 18    | 2     | 2      | 1                | 0                | 0                | —                     | —                     | —                     | 19    | 2     | 2      |
| F. C. Rostov · Rusia              | Total club    | Total club    | 37    | 3     | 3      | 2                | 0                | 0                | 0                     | 0                     | 0                     | 39    | 3     | 3      |
| F. C. Utrecht · Países Bajos      | 1.ª           | 2022          | 9     | 0     | 0      | —                | —                | —                | —                     | —                     | —                     | 9     | 0     | 0      |
| F. C. Utrecht · Países Bajos      | Total club    | Total club    | 9     | 0     | 0      | 0                | 0                | 0                | 0                     | 0                     | 0                     | 9     | 0     | 0      |
| Jong F. C. Utrecht · Países Bajos | 2.ª           | 2022          | 1     | 1     | 0      | —                | —                | —                | —                     | —                     | —                     | 1     | 1     | 0      |
| Jong F. C. Utrecht · Países Bajos | Total club    | Total club    | 1     | 1     | 0      | 0                | 0                | 0                | 0                     | 0                     | 0                     | 1     | 1     | 0      |
| Pogoń Szczecin · Polonia          | 1.ª           | 2022-23       | 27    | 5     | 6      | —                | —                | —                | 3                     | 0                     | 0                     | 30    | 5     | 6      |
| Pogoń Szczecin · Polonia          | Total club    | Total club    | 27    | 5     | 6      | 0                | 0                | 0                | 3                     | 0                     | 0                     | 30    | 5     | 6      |
| U. S. Lecce · Italia              | 1.ª           | 2023-24       | 30    | 2     | 1      | 2                | 1                | 0                | —                     | —                     | —                     | 32    | 3     | 1      |
| U. S. Lecce · Italia              | Total club    | Total club    | 30    | 2     | 1      | 2                | 1                | 0                | 0                     | 0                     | 0                     | 32    | 3     | 1      |
| Parma Calcio 1913 · Italia        | 1.ª           | 2024-25       | 14    | 1     | 1      | —                | —                | —                | —                     | —                     | —                     | 14    | 1     | 1      |
| Parma Calcio 1913 · Italia        | Total club    | Total club    | 14    | 1     | 1      | 0                | 0                | 0                | 0                     | 0                     | 0                     | 14    | 1     | 1      |
| Total carrera                     | Total carrera | Total carrera | 170   | 20    | 11     | 8                | 1                | 0                | 3                     | 0                     | 0                     | 181   | 21    | 11     |